# 大露營

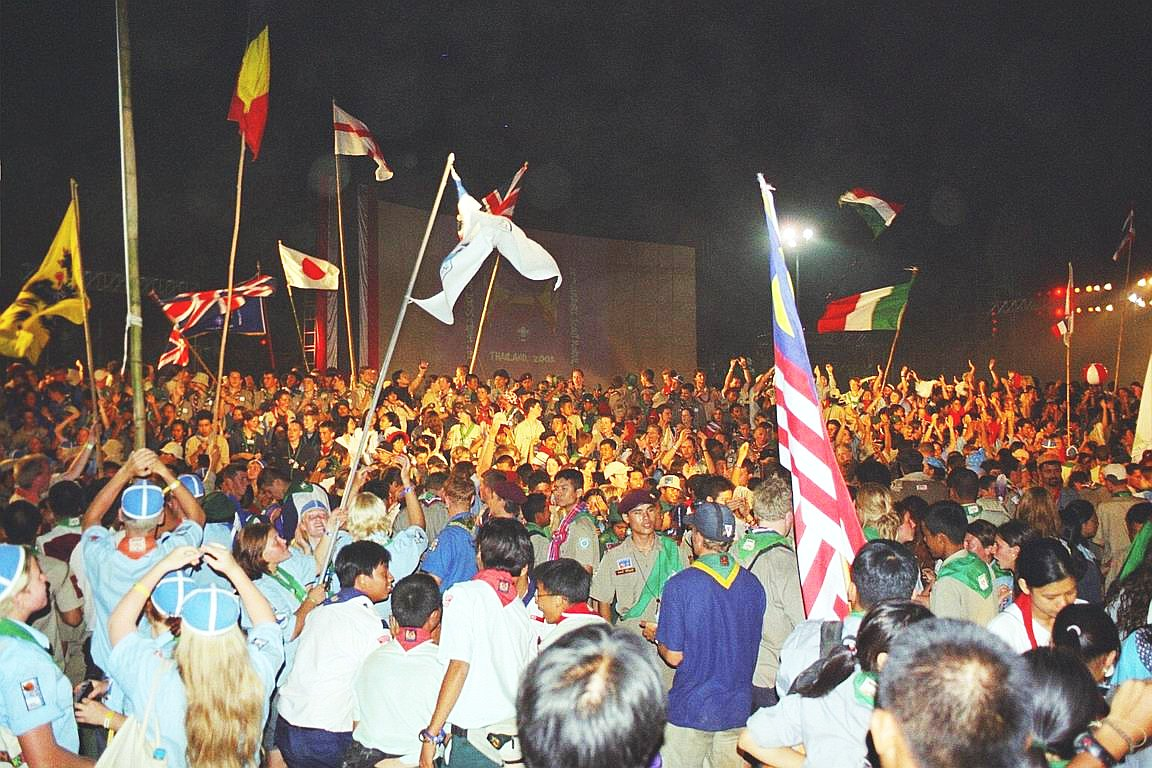
2002－2003年於泰國舉辦的第20次世界童軍大露營閉幕儀式

在童軍活動中，大露營（英語：jamboree）指的是一種在國家或國際間集合舉辦的大型童軍集會。
第1次世界童軍大露營在1920年於英國舉辦。從那時起，總共舉辦了24次的世界童軍大露營，由不同的主辦國每4年舉辦一次。
而第25次大露營於韓國全羅北道新萬金舉行，中華民國童軍總會統計約有1600名童軍出發地25屆世界大露營。
另外也有定期舉辦的各國或各洲的大露營。這些活動都會邀請和吸引海外來的童軍成員們。

## 外部連結
- Klíč 2008 - Czech national jamboree in Pilsen
- Flamboree - Flemish National Jamboree in Belgium
- Lithuanian Scouts Jamboree
- C-Jam 2008 - New Zealand National Jamboree in Christchurch
- BSA 2010 100th Anniversary Jamboree （页面存档备份，存于）
- K2BSA at the 2010 National Scout Jamboree